# Élections législatives rwandaises de 2018
Les élections législatives rwandaises de 2018 se déroulent les 2 et 3 septembre 2018 afin de renouveler les 80 membres de la Chambre des députés du Rwanda.
Le Front patriotique rwandais (FPR) et ses alliés remportent sans surprise une très large majorité des membres élus au scrutin direct, bien que les membres de la coalition directement liée au FPR perdent la majorité absolue à eux seuls. Le Parti vert démocratique du Rwanda, seul parti d'opposition toléré, remporte deux sièges.

## Contexte politique
Le Rwanda est un régime autoritaire. L'ONG Freedom House le décrit comme « l'un des pays les plus répressifs en Afrique ». Ian Birrell pour le Guardian en 2016 décrit le Rwanda de Paul Kagame comme un État « totalitaire » et un « État policier » où un réseau d'informateurs empêchent toute liberté d'expression ; Marc Sommers pour le New York Times décrit un régime qui se maintient par la force, réprimant les médias indépendants et les mouvements politiques d'opposition. Paul Kagame, au pouvoir depuis 1994, a remporté l'élection présidentielle de 2017 avec 98,6 % des voix.
À l'exception du Parti vert démocratique, tous les partis politiques sont affiliés au gouvernement, et ne présentent qu'une opposition de façade. Le Front patriotique rwandais, parti du président, exerce ainsi un pouvoir « hégémonique » sur le pays. Pour ces élections législatives, le Parti social-démocrate par exemple ne fait pas réellement campagne, et met simplement en avant son soutien au président,.

## Mode de scrutin
La chambre des députés est la chambre basse du parlement bicaméral du Rwanda. Elle comprend 80 sièges pourvus tous les cinq ans dont 53 au scrutin proportionnel plurinominal avec liste bloquées dans une unique circonscription nationale. Après décompte des voix, les sièges sont répartis selon la méthode dite du plus fort reste entre tous les partis ou candidats Indépendants ayant franchi le seuil électoral de 5 % des suffrages exprimés.
Sur les 27 sièges restants, 24 sont réservés à des femmes et pourvus au scrutin indirect par les conseillers municipaux et régionaux des quatre provinces rwandaises et de la capitale Kigali, 2 sont élus par le Conseil national de la jeunesse et le dernier par la Fédération des associations des handicapés. Ces 27 membres élus au scrutin indirect ne doivent appartenir à aucun parti politique.

## Organisation
Paul Kagamé dissout l'assemblée le 10 août, conformément à l'article 79 de la constitution qui impose au président de mettre fin au mandat des membres de l'assemblée sortante entre 30 et 60 jours avant l'élection de leurs remplaçants. La période officielle de campagne électorale a lieu du 13 août au 1er septembre. 7,1 millions d'électeurs sont appelés à se rendre aux urnes, dont 46 % d'hommes et 54 % de femmes, pour un coût estimé du scrutin à près de 6 milliards de francs rwandais, selon la commission électorale.

## Résultats
Avec 74 % des voix, la coalition menée par le Front patriotique rwandais conserve sa large majorité des sièges. Le Parti vert démocratique, seul parti d'opposition, obtient 5 % des voix et fait son entrée à la Chambre des députés avec deux élus : Frank Habineza, le chef du parti, et Jean-Claude Ntezimana. Ernest Kamanzi et Clarisse Imaniriho, âgés respectivement de 28 et de 23 ans, sont élus représentants de la jeunesse. Eugène Mussolini est élu député des citoyens handicapés. 
|                                      |                                              |                                  |                                  |                                  |               |               |  |  |  |
| Parti                                | Parti                                        | Parti                            | Voix                             | %                                | Sièges        | +/-           |  |  |  |
|                                      |                                              |                                  |                                  |                                  |               |               |  |  |  |
| Coalition Front patriotique rwandais | Coalition Front patriotique rwandais         | 4 926 366                        | 73,95                            | 40                               | 1             |               |  |  |  |
|                                      | Front patriotique rwandais (FPR)             | 4 926 366                        | 73,95                            | 36                               | 1             |               |  |  |  |
|                                      | Parti démocrate centriste (PDC)              | 4 926 366                        | 73,95                            | 1                                | en stagnation |               |  |  |  |
|                                      | Parti démocratique idéal (PDI)               | 4 926 366                        | 73,95                            | 1                                | en stagnation |               |  |  |  |
|                                      | Parti pour le progrès et la concorde (PPC)   | 4 926 366                        | 73,95                            | 1                                | en stagnation |               |  |  |  |
|                                      | Union démocratique du peuple rwandais (UDPR) | 4 926 366                        | 73,95                            | 1                                | 1             |               |  |  |  |
|                                      | Parti social-démocrate (PSD)                 | Parti social-démocrate (PSD)     | 586 215                          | 8,80                             | 5             | 2             |  |  |  |
|                                      | Parti libéral (PL)                           | Parti libéral (PL)               | 479 631                          | 7,20                             | 4             | 1             |  |  |  |
|                                      | Parti social imberakuri (PSI)                | Parti social imberakuri (PSI)    | 304 231                          | 4,57                             | 2             | 2             |  |  |  |
|                                      | Parti vert démocratique (PVDR)               | Parti vert démocratique (PVDR)   | 302 778                          | 4,55                             | 2             | Nv            |  |  |  |
|                                      | Indépendants                                 | Indépendants                     | 62 293                           | 0,94                             | 0             | en stagnation |  |  |  |
|                                      | Membres élus au scrutin indirect             | Membres élus au scrutin indirect | Membres élus au scrutin indirect | Membres élus au scrutin indirect | 27            | en stagnation |  |  |  |
|                                      |                                              |                                  |                                  |                                  |               |               |  |  |  |
| Votes valides                        | Votes valides                                | Votes valides                    | 6 661 514                        | 99,82                            |               |               |  |  |  |
| Votes blancs et nuls                 | Votes blancs et nuls                         | Votes blancs et nuls             | 12 245                           | 0,18                             |               |               |  |  |  |
| Total                                | Total                                        | Total                            | 6 673 759                        | 100                              | 80            | en stagnation |  |  |  |
| Abstentions                          | Abstentions                                  | Abstentions                      | 498 853                          | 6,95                             |               |               |  |  |  |
| Inscrits / participation             | Inscrits / participation                     | Inscrits / participation         | 7 172 612                        | 93,05                            |               |               |  |  |  |